# Bokanjačko blato
Das Fauna-Flora-Habitat-Gebiet Bokanjačko blato (deutsch: Bokanjacer Sumpf) liegt nördlich der Stadt Zadar, Gespanschaft Zadar im Westen Kroatiens. Das etwa 447 Hektar große Schutzgebiet umfasst eine etwa 4 km lange und bis zu 1,5 km breite Ebene im Norden Dalmatiens. Die Ebene war früher ein Feuchtgebiet, das aber durch Entwässerung urbar gemacht wurde und heute landwirtschaftlich genutzt wird. Die Ebene ist ein bedeutender Lebensraum der Leopardnatter und der Kleinen Binsenjungfer.

## Schutzzweck
Folgende Arten von gemeinschaftlichem Interesse sind für das Gebiet gemeldet:
| Bild                 | EU Code | * | Art                  | wissenschaftlicher Name   | Artengruppe |
| -------------------- | ------- | - | -------------------- | ------------------------- | ----------- |
| Leopardnatter        | 1293    |   | Leopardnatter        | Elaphe situla             | Reptilien   |
| Langflügelfledermaus | 1310    |   | Langflügelfledermaus | Miniopterus schreibersii  | Säugetiere  |
| Große Hufeisennase   | 1304    |   | Große Hufeisennase   | Rhinolophus ferrumequinum | Säugetiere  |